# Pilotrichum ramosissimum
Pilotrichum ramosissimum är en bladmossart som beskrevs av Mitten 1869. Pilotrichum ramosissimum ingår i släktet Pilotrichum och familjen Daltoniaceae. Inga underarter finns listade i Catalogue of Life.